# In a Moment Like This
In a Moment Like This é uma música escrita por Thomas G:son, Henrik Sethsson e Erik Bernholm, e interpretada por Chanée & N'evergreen, que foi seleccionada para representar a Dinamarca no Festival Eurovisão da Canção 2010, a 6 de fevereiro de 2010.